# Augustin Kolberg
Augustin Kolberg (ur. 31 stycznia 1835 w Tolkmicku, zm. 6 lutego 1909 we Fromborku) – niemiecki teolog katolicki, kapłan, wikariusz generalny diecezji warmińskiej, historyk i poseł Reichstagu.

## Życiorys
Urodził się w Tolkmicku, w rodzinie Augustuna i Thesesy z domu Ehm. W 1854 ukończył gimnazjum w Braniewie, a następnie seminarium duchowne, również w Braniewie. W 1858 otrzymał święcenia kapłańskie z rąk biskupa Geritza. Był wikariuszem w Bartągu i Świętej Lipce. W latach 1867–1869 studiował w Rzymie dzięki stypendium z fundacji im. Jana Preucka. Uzyskał doktorat z prawa kanonicznego. W 1884 został proboszczem, a wkrótce dziekanem w Dzierzgoniu. Następnie był subregensem (wicerektorem) i bibliotekarzem w seminarium duchownym w Braniewie, a od 1899 dziekanem katedralnym we Fromborku i wikariuszem generalnym diecezji warmińskiej.
Od 1877 do 1885 był posłem do parlamentu krajowego z okręgu Królewiec 5 (Braniewo - Lidzbark Warmiński).
W latach 1881–1884 był członkiem niemieckiego Reichstagu z listy Niemieckiej Partii Centrum w okręgu wyborczym Reichstagu 6 (Braniewo - Lidzbark Warmiński).
Był członkiem Warmińskiego Towarzystwa Historycznego, od 9 listopada 1869 członkiem zarządu. W 1906, z okazji obchodów 50-lecia organizacji, został odznaczony Orderem Orła Czerwonego IV Klasy.
Augustin Kolberg opublikował szereg cennych artykułów na temat historii Warmii i Świętego Wojciecha. Mówił dość dobrze po polsku.
Jego bartanek Joseph Kolberg został również księdzem.

## Dzieła (wybór)
- Die Secte der Protestkatholiken gegenüber der katholischen Kirche, Ed. Peter, Braniewo/Lipsk 1871
- Die Zantirburg, die Zantirkathedrale und das Zantirwerder bei Marienburg im 13. Jahrhundert. In: Zeitschrift für Geschichte und Altertumskunde des Ermlands, Band 15, 1910, s. 1–72.